# Американська бібліотечна асоціація
Американська бібліотечна асоціація (англ. The American Library Association (ALA)) — неприбуткова організація, що підтримує розвиток бібліотек та бібліотечної професійної освіти не тільки в США, але й у всьому світі. 
До її складу входять близько 57 000 членів. Асоціацію засновано в 1876 році у Філадельфії. Це найстаріша й найбільша бібліотечна асоціація у світі. Її основний осідок розташований у Чикаго.

## Короткий опис
Американська бібліотечна асоціація складається з великої кількості підрозділів, найбільшими з яких за кількістю учасників є бібліотечні та робочі підрозділи. Американська бібліотечна асоціація включає в себе також Асоціацію публічних бібліотек (PLA) (підрозділ публічних бібліотек ALA).
Члени асоціації можуть приєднатися до однієї або кількох філій АБА. Всього існує одинадцять підрозділів асоціації, які займаються студентськими, шкільними, технічними або громадськими бібліотеками. Члени асоціації мають можливість приєднуватися до кожного з сімнадцяти круглих столів, які об'єднують людей навколо конкретних проблем та зацікавлень.
АБА співпрацює з регіональними, державними та студентськими утвореннями у всій країні. Асоціація організовує конференції, бере участь у розвитку бібліотечних стандартів і видає чимало книг та періодичних видань. АБА щорічно присуджує велику кількість відомих книжкових премій, нагород у сфері засобів масової інформації, зокрема медаль Кальдекотта, медаль Джона Ньюбері, Літературну премію Стоунволла.
АБА виступає одним з видавців зводу бібліотечних правил, що застосовується в багатьох бібліотеках світу «Англо-американські правила каталогізації» (Anglo-American Cataloguing Rules).
Асоціація рішуче виступає проти проявів цензури в бібліотеках. Щорічно вона публікує списки книг, що були вилучені з бібліотек. Асоціація є головним спонсором «Тижня заборонених книг» (Banned Books Week).

## Конференції Американської бібліотечної асоціації

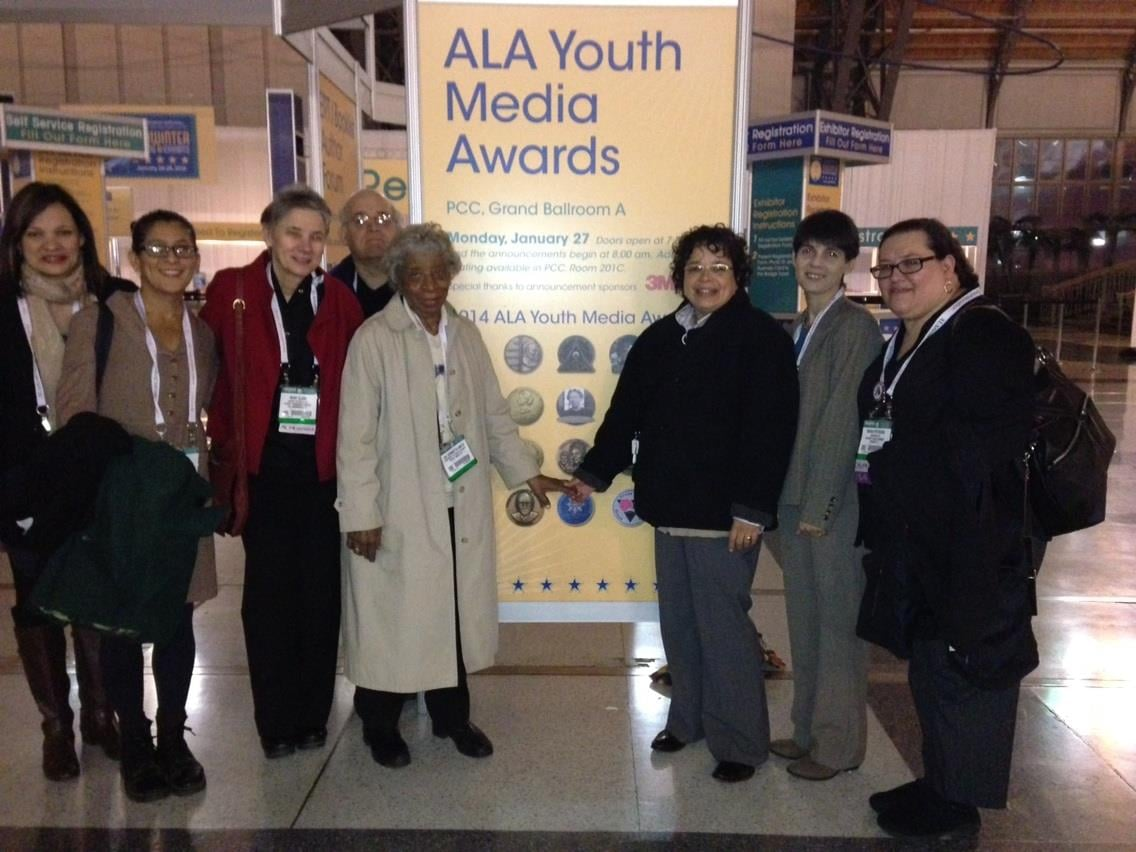
Нагорода для молоді січень 2014; Комітет Пури Бельпре з Генріеттою Сміт

Асоціація проводить щорічну конференцію, що є найбільшою в світі бібліотечної конференцією та виставкою. Зазвичай на конференції беруть участь понад 26 000 бібліотекарів, вчителів, письменників, представників видавництв тощо. Під час конференції проходить більше 2 000 семінарів та круглих столів, що заторкують різноманітні теми бібліотечної справи. Часом конференції проводяться разом із Канадською бібліотечною асоціацією.